# Nikolas Maes
Nikolas Maes (Courtrai, 9 aprile 1986) è un dirigente sportivo ed ex ciclista su strada belga, professionista dal 2007 al 2020.

## Carriera
Diventa professionista nel 2007 nella squadra belga Chocolade Jacques-Topsport Vlaanderen, con la quale ottiene due successi in competizioni minori ma anche una vittoria di tappa alla Vuelta a Burgos. A fine 2009 si trasferisce a un'altra squadra belga, la Quick Step, in cui rimane fino a tutto il 2016 vincendo la classifica finale della World Ports Classic 2013. Nel 2017 passa alla Lotto-Soudal.

## Palmarès
- 2005

Grand Prix Joseph Bruyère
- 2006 (Beveren 2000)

Circuit de Wallonie
- 2009 (Topsport Vlaanderen-Mercator, una vittoria)

3ª tappa Vuelta a Burgos
- 2013 (Omega Pharma-Quickstep, una vittoria)

Classifica generale World Ports Classic

### Altri successi
- 2011 (Quick Step)

Classifica giovani Tour of Qatar
- 2012 (Omega Pharma-Quickstep)

2ª tappa, 2ª semitappa Tour de l'Ain (cronosquadre, Saint-Vulbas)
- 2013 (Omega Pharma-Quickstep)

Classifica a punti World Ports Classic

## Piazzamenti

### Grandi Giri
- Giro d'Italia

2012: 106º
- Vuelta a España

2010: 132º
2011: 151º
2014: 111º

### Classiche monumento
- Milano-Sanremo

2012: 83º
2018: 87º
2019: 108º
2020: 106º
- Giro delle Fiandre

2009: 88º
2012: ritirato
2014: ritirato
2015: 97º
2016: 107º
2017: ritirato
2019: ritirato
- Parigi-Roubaix

2010: fuori tempo
2013: 74º
2014: ritirato
2015: 99º
2016: ritirato
2017: 18º
2018: 29º
2019: ritirato
- Giro di Lombardia

2020: ritirato

### Competizioni mondiali
- Campionato del mondo

Salisburgo 2006 - In linea Under-23: 30º
Stoccarda 2007 - In linea Under-23: 19º
Varese 2008 - In linea Under-23: 14º
Richmond 2015 - In linea Elite: ritirato
Doha 2016 - In linea Elite: ritirato